# Айос-Томас
Айос-Томас (греч. Άγιος Θωμάς — Святой Фома) — деревня в Греции. Деревня находится в Беотии и носит название одноимённой часовни XII века. Часть так называемой Арванитохории — территория заселенная в конце 14 века арванитами.
Старое название села до 1929 года — Лиатани (греч. Λιάτανη). Существует несколько этимологических версий старого названия села. Первая — это отчество по местному подворью (чифтлик), вторая — от названия мясницкого ножа Арванитика (арнаутский диалект), третья — метатеза от славянского имени Ляпани, соответственно Лятани.

## История
Территория села была заселена с древних времен. В 1506 году деревня процветала, и в ней проживало 35 семей.
В январе 1827 года под Лиатани отряду повстанцев под предводительством Вассоса Мавровуниотиса удалось разбить отряд Омера Вриони, тем самым прервав османский транспорт в осажденные Афины.